# Трихоскопија
Трихоскопија је нинвазивна дијагностичка метода којом се врши преглед власишта и косе помоћу   трихоскопа, преносног (ручног) уређаја или уређаја за видеодермоскопију. Она омогужава детаљан преглед власишта и пружити клиничару непроцењиве ин виво информације о патологији власишта и длаке.

## Опште информације
Трихоскопија као и дермоскопија је неинвазивни је дијагностички уређај који омогућава боље препознавање морфолошких структура које нису видљиве голим оком. Тренутна употреба дерматоскопа и трихоскопа се проширила, а велика већина дерматолога и део лекара опште праксе прихватили су дермоскопију и трихоскопију као златни стандард за разликовање меланома од других пигментираних лезија коже.
Дермоскопија је постала драгоцена у препознавању непигментираних лезија коже, као и инфламаторних дерматоза, док је трихоскопија уведена као вредна техника у процени стања длака не само на кожи главе већ и на обрвама и другим длакавим деловима тела.

## Значај
Трихоскопија представља вредну, неинвазивну и јефтину технику која може бити од помоћи у дијагностици већине болести косе и власишта, омогућавајући визуализацију косе и власишта при увећањима од 20 пута до 160 пута.
Слике се могу снимити дигитално или помоћу одвојене дигиталне камере повезане са трихоскопом или уграђеним дигиталним системом за снимање.  
Трихоскопија омогућава:
- разликовања алопеције са ожиљцима од алопеције без ожиљака.[10]
- разликовања ране андрогене алопеције насупрот телогеном ефлувијуму.[11]
- предвиђање прогнозе алопеције ареате,
- насумични одабир пацијената који пате од губитка косе, не само као дијагностичко средство већ и за праћење одговора на лечење,
- вођење избора оптималног места за биопсију скалпа,
- теледермоскопије за дискусију о случају,
- давање  других мишљења.

## Трихоскопске структуре и обрасци
Трихоскопија омогућава да се препознају четири основне структуре:
- Фоликуларни отвори
- Перифоликуларна кожа
- Осовине за косу
- Васкуларне структуре.

Све структуре морају бити темељно испитане и сваки извештај треба да садржи нормалне и абнормалне налазе јер колективна интерпретација података води до прецизније дијагнозе. 

## Трихоскопија у истраживањима
Тренутна истраживања се фокусирају на трихоскопију:
- Нецикатрикалне алопеције
- Цикатрикалне алопеције.[11]
- Поремећаја длаке.[5]
- Инфламаторних болести коже главе.[12]
- Инфективних болести коже главе.